# Khatamma
Khatamma (nep. खाटाम्मा) – gaun wikas samiti we wschodniej części Nepalu w strefie Kośi w dystrykcie Bhojpur. Według nepalskiego spisu powszechnego z 2001 roku liczył on 454 gospodarstw domowych i 2410 mieszkańców (1237 kobiet i 1173 mężczyzn).